# جيري أوغسطين
جيري أوغسطين (بالإنجليزية: Jerry Augustine)‏ هو لاعب كرة قاعدة أمريكي، ولد في 24 يوليو 1952 في كيواوني في الولايات المتحدة.

## وصلات خارجية
- جيري أوغسطين على موقعبيزبول رفرنس.كوم (الدوري الرئيسي) (الإنجليزية)
- جيري أوغسطين على موقعبيزبول رفرنس.كوم (الدوري الثانوي) (الإنجليزية)
- جيري أوغسطين على موقع مشجعي الرسوم البيانية (الإنجليزية)